# Esther Bubley
Esther Bubley (Phillips (Wisconsin), 16 februari 1921 – New York, 16 maart 1998) was een Amerikaanse fotografe en fotojournalist die zich specialiseerde in expressieve foto's van gewone mensen in het dagelijks leven. Ze werkte voor verschillende agentschappen van de Amerikaanse overheid en haar werk was ook te zien in verschillende nieuws- en fototijdschriften.

## Biografie
Esther Bubley werd geboren als vierde van vijf kinderen van Russisch-Joodse immigranten Louis en Ida Bubley. In 1936 verscheen voor het eerst het fototijdschrift Life. Bubley, die toen nog op high school, zat raakte geïnspireerd door het tijdschrift en in het bijzonder de foto's van de Grote Depressie van de Farm Security Administration. Ze ontwikkelde een passie voor fotojournalistiek en documentairefotografie. Bubley schreef zich o.a. in voor een eenjarige fotografiecursus aan de Minneapolis School of Art.
Na haar studie in 1941 verhuisde Bubley eerst naar Washington en daarna naar New York voor het vinden van een baan als fotografe. Ze vond werk bij Vogue, maar vond het werk niet leuk en keerde, begin 1942, terug naar Washington waar ze een baan kreeg aangeboden als microfilmer bij de National Archives and Records Administration.
In de herfst van 1942 nam Roy Stryker haar in dienst als assistent bij de fotografie afdeling van de Office of War Information (OWI). In dienst van de OWI maakte ze rapportages van het thuisfront gedurende de oorlog. Later in 1943 volgde ze Stryker om te gaan werken voor een pr-project voor de Standard Oil Company (New Jersey). In 1947 verliet ze Stryker en de Standard Oil Company en ging werken voor o.a het tijdschrift The Child en Ladies 'Home Journal. Vanaf 1951 begon ze ook met freelance werk voor Life voor het en droeg uiteindelijk veertig fotoverhalen bij, waaronder twee omslagverhalen. Bubley was daarmee een van de eerste vrouwelijke fotografe die als freelancer succesvol was.
In 1951 maakte Bubley ook een serie over het Pittsburgh Children's Hospital voor Stryker, die toen de Pittsburgh Photographic Library oprichtte. Edward Steichen, Directory of Photography in het Museum of Modern Art (MoMA), gebruikte 13 afdrukken uit deze serie in de tentoonstelling Diogenese with a Camera (1952). Hij heeft ook haar contactafdrukken opgehangen om te laten zien hoe ze elk frame gebruikte. Deze serie leidde ertoe dat medische thema's een belangrijk onderdeel van haar portfolio werden. In 1953 werd ze ingehuurd door UNICEF en de Franse regering om naar Marokko te reizen om een programma te fotograferen voor de behandeling van trachoom, een besmettelijke ziekte die blindheid veroorzaakt. 
In 1955 nam Steichen werk van haar op in de wereldberoemde tentoonstelling The Family of Man.
In 1956 huurde Pepsi-Cola International Bubley in voor Latijns-Amerika voor hun bedrijfsmagazine Panorama. Midden jaren zestig stuurde Pan American World Airways haar twee keer de wereld rond om foto's te maken voor hun eigen fotografie bibliotheek.
Aan het einde van de jaren zestig verminderde Bubley haar werklast omdat de verkoop van fotografische tijdschriften daalde en ze moe was van het slopende reisschema. Ze bracht meer tijd thuis door in New York, waar ze projecten van persoonlijk interesse nastreefde, twee kinderboeken over dieren produceerde en een boek met macrofotografie van planten.
Esther Bubley stierf in maart 1998 op 77-jarige leeftijd aan kanker.

## Galerij

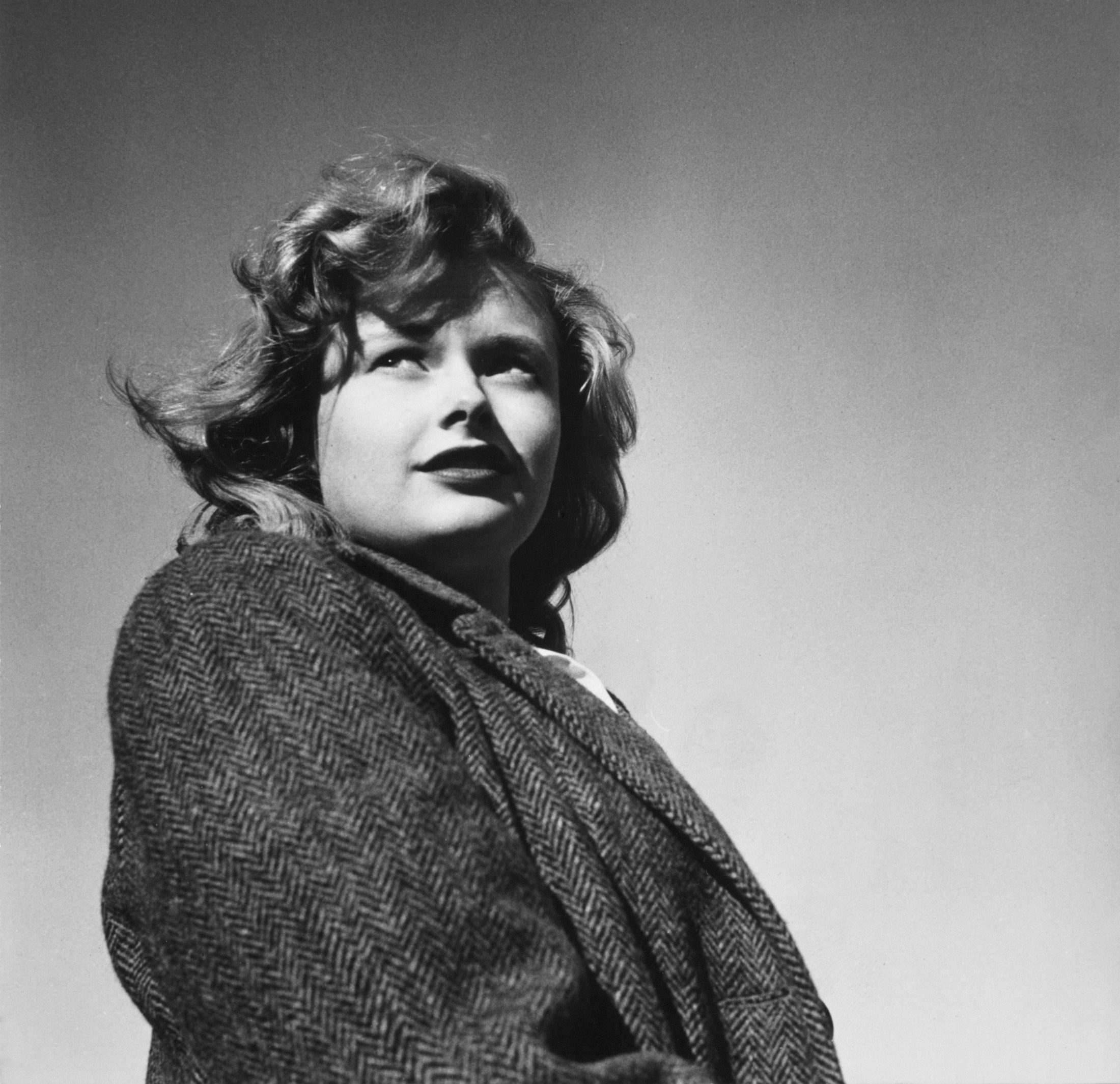
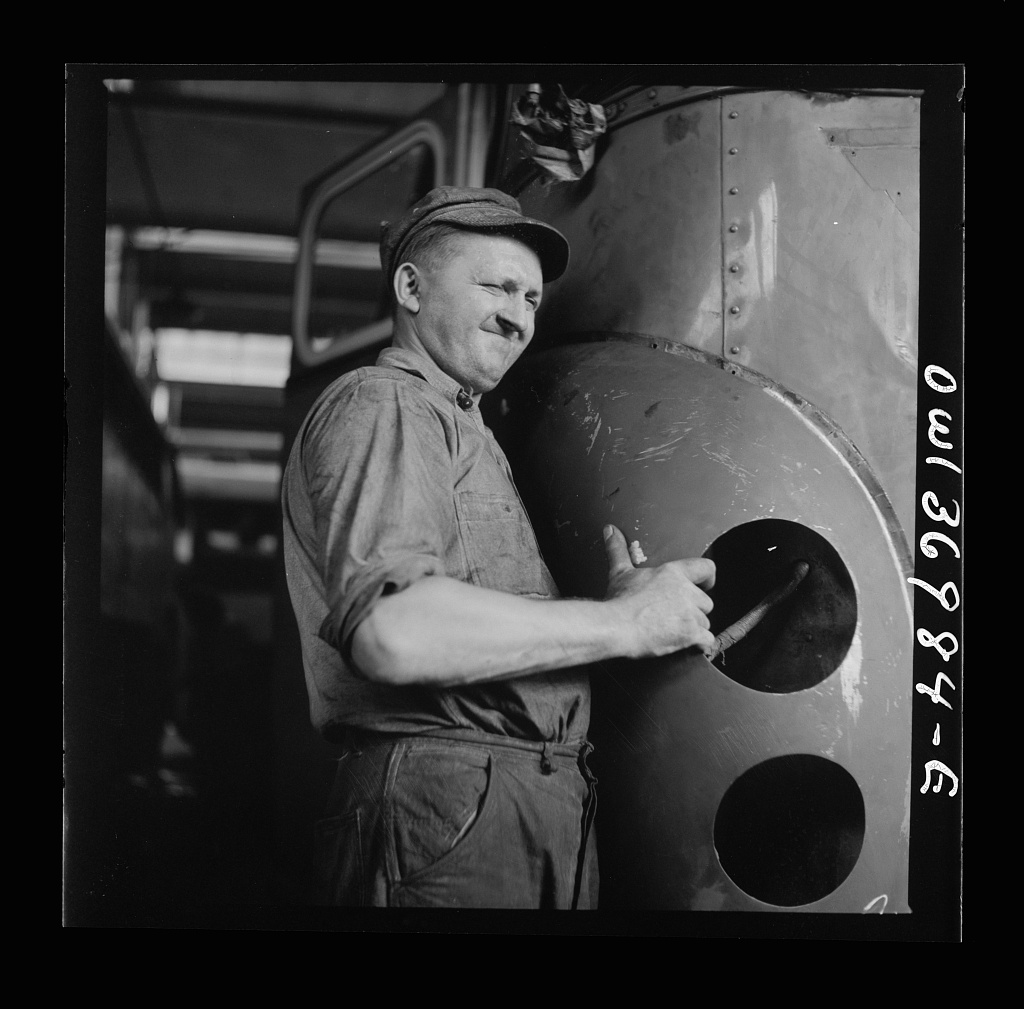
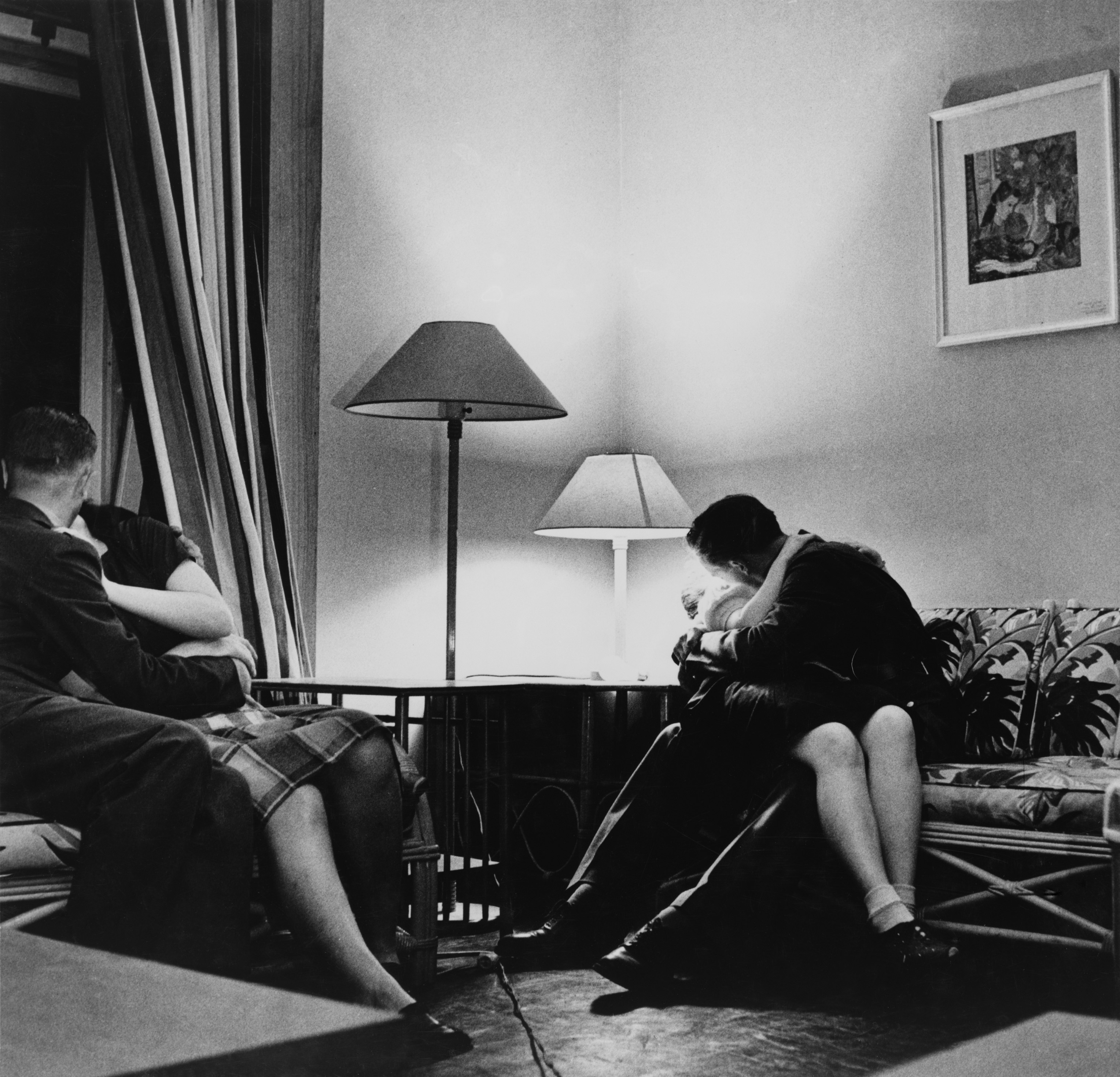
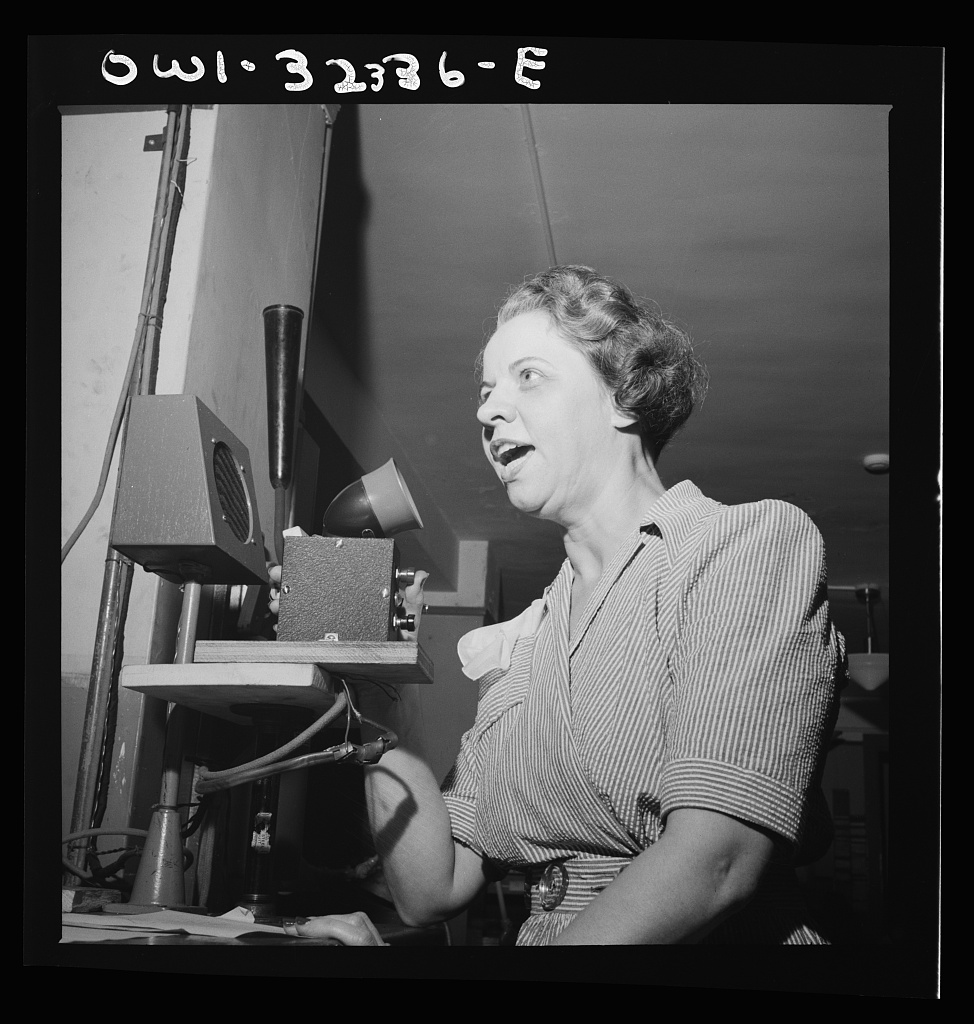
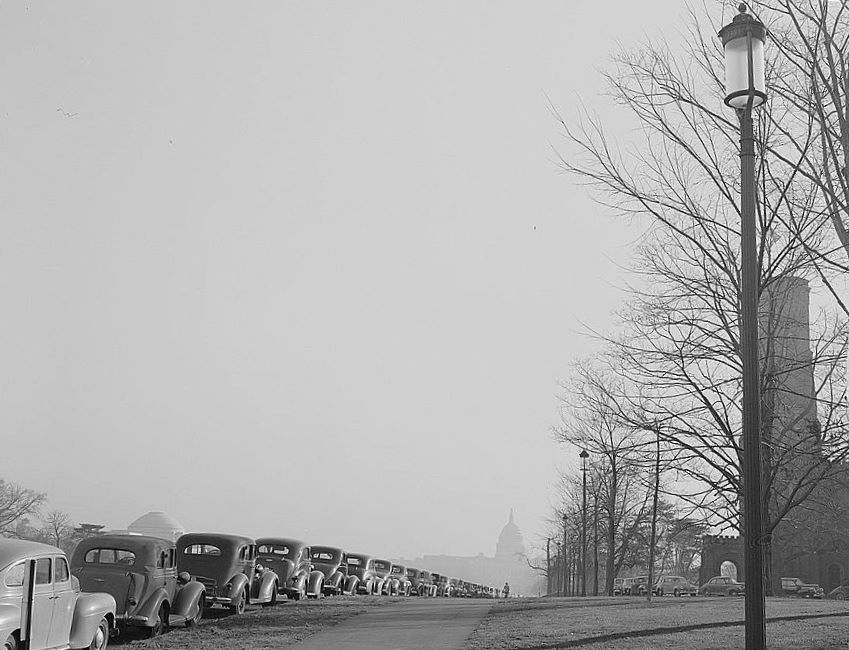

## Erkenning
In 2001 verscheen een overzichtstentoonstelling van het werk van Bubley in de UBS Art Gallery in New York. In 2005 publiceerde Aperture Foundation een monografie over Bubley, Esther Bubley: On Assignment van fotografisch historicus Bonnie Yochelson en Tracy A. Schmid, archivaris van het Bubley Estate. In 2010 publiceerde de Library of Congress de monografie Fields of Vision: The Photographs of Esther Bubley.

## Prijzen (selectie)
- Eerste prijzen van de University of Missouri School of Journalism en de Encyclopædia Britannica, 1948 en 1949.
- Derde prijs, Life Magazine wedstrijd voor jonge fotografen, 1951.
- Eerste prijs, Photography Magazine, International Contest, 1954.
- Eerste prijs, Art Directors Club, 1958.
- Eredoctoraat, Minneapolis College of Art and Design, 1991.

## Exposities (selectie)
- In en Out of Focus, Museum of Modern Art, New York, 1948.
- Six Women Photographers, Museum of Modern Art, New York, 1950.
- Diogenes With a Camera, Museum of Modern Art, New York, 1952.
- Family of Man, Museum of Modern Art, New York, 1955.
- Esther Bubley, Limelight Gallery, New York, 1956.
- Out of the Forties, Amon Carter Museum, Fort Worth, 1983.
- Documenting America, 1935–1943, Library of Congress, Washington, 1988.
- On Assignment: Documentary Photographs from the 1930s and 1940s by Marion Post Wolcott and Esther Bubley, Art Institute of Chicago, Chicago, 1989.
- Esther Bubley: On Assignment, Photographs Sinds 1939, University at Buffalo, Buffalo, 1990.
- Esther Bubley: American photojournalist, UBS Art Gallery, New York, 2001.
- Breaking the Frame: Pioneering Women in Photojournalism, Museum of Photographic Arts, San Diego, 2006.
- Children's Hospital 1951: Photographs by Esther Bubley, Frick Art & Historical Center, Pittsburgh, 2009.